# العلاقات العراقية اليمنية
 العلاقات اليمنية العراقية  هي العلاقات الثنائية بين الجمهورية اليمنية وجمهورية العراق وهي علاقات قديمة دينية وإثنية
تسبق قيام الجمهوريات في البلدين. في ثلاثينات القرن العشرين تعلم عدد من ضباط الجيش اليمني في المعاهد العسكرية العراقية منهم العقيد أحمد بن يحيى الثلايا 
في 1979 وقعت الاتفاقية الاقتصادية الموقعة بين العراق واليمن في مجال التعاون في حقول الثقافة والأعلام.وفي 16 شباط 1989 وقع كل من اليمن والأردن والعراق ومصر في بغداد على اتفاقية تأسيس مجلس التعاون العربي إنفرط المجلس لتباين وجهات النظر بين رؤساء الدول في تلك الفترة. كان عراق صدام حسين والرئيس اليمني السابق علي عبد الله صالح على ارتباط وثيق فقد عارض صالح قرار جلب قوات أمريكية لتحرير الكويت من الجيش العراقي حينها عام 1990. يتواجد حوالي 70,000 مواطن عراقي في اليمن 2,926 منهم فقط مسجل كلاجئ لدى الأمم المتحدة ويرفض غالبيتهم التسجيل كلاجئ ومعظمهم بمستوى تعليمي جيد  في عام 2009، تم تعيين الدبلوماسي أسعد السامرائي سفيراً إلى صنعاء. قامت الحكومة اليمنية بتعيين ضباط عراقيين بعثيين في أجهزة الإستخبارات وشكى العديد من المواطنين العراقيين أن ذلك كان سبباً لتعقيد إجراءاتهم في اليمن من تجديد للإقامة وحق العمل ويعتقدون أن لانتماءاتهم المذهبية سبب في ذلك.

## وصلات خارجية
موقع سفارة جمهورية العراق في اليمن